# يان ماكمانوس
يان ماكمانوس (بالإنجليزية: Ian McManus)‏ هو سياسي أسترالي، ولد في 23 أغسطس 1945. حزبياً، نشط في حزب العمال الأسترالي. وقد انتخب عضو الجمعية التشريعية نيو ساوث ويلز.